# Luis Ladaria
Luis Francisco Ladaria Ferrer, S.J. (Manacor, 19 de abril de 1944) é um cardeal e teólogo jesuíta espanhol, professor da Pontifícia Universidade Gregoriana de Roma e nomeado pelo Papa Bento XVI secretário da Congregação para a Doutrina da Fé. Foi sagrado arcebispo em 26 de julho de 2008. Nomeado pelo papa Francisco como Prefeito da Congregação para a Doutrina da Fé.

## Biografia
Nasceu no dia em 19 de abril de 1944, em Manacor, a segunda maior cidade Ilha de Maiorca, a maior das Ilhas Baleares (Espanha).
Em 1966, formou-se em Direito na Universidade Complutense de Madri e ingressou na Companhia de Jesus.
Estudou filosofia e teologia na Universidade Pontifícia Comillas (Espanha) e na Philosophisch-Theologische Hochschule Sankt Georgen (Escola de Filosofia e Teologia São Jorge) em Frankfurt (Alemanha), onde foi colega de Jon Sobrino.
Foi ordenado como sacerdote no dia 29 de julho de 1973. Doutorou-se em teologia no ano de 1975 pela Pontifícia Universidade Gregoriana, com uma tese sobre "O Espírito Santo em Santo Hilário di Poitiers", circunstância na qual teve como orientador o jesuíta Antônio Orbe.
Ainda em 1975 tornou-se professor de teologia dogmática na Universidade Pontifícia Comillas. Em 1984 passou a lecionar na Universidade Gregoriana, onde foi vice-reitor (1986-1994). Entre 1992 a 1997 atuou como membro da Comissão Teológica Internacional. Desde março de 2004 é o secretário desta Comissão.
Em 1995 foi nomeado consultor da Congregação para a Doutrina da Fé.
No dia 9 de julho de 2008, foi nomeado como secretário da Congregação para a Doutrina da Fé pelo Papa Bento XVI e arcebispo titular de Thibica.
No dia 26 de julho de 2008, foi consagrado como bispo pelo cardeal Tarcísio Bertone, então Secretário de Estado do Vaticano; os co-consagradores foram o Cardeal William Joseph Levada e o Bispo Vincenzo Paglia.
Em 1 de julho de 2017, o Papa Francisco, nomeou-o para suceder o Cardeal Gerhard Ludwig Müller, após este concluir cinco anos como Prefeito da Congregação para a Doutrina da Fé.
No dia 20 de maio de 2018, dia de Pentecostes, o Papa Francisco anunciou que ele seria nomeado como cardeal no próximo consistório. No Consistório Ordinário Público de 2018, ocorrido em 28 de junho, recebeu o anel cardinalício, o barrete vermelho e o  título de cardeal-diácono de Santo Inácio de Loyola em Campo Marzio.

## Livros de Luis Ladaria em português
- Introdução à Antropologia Teológica, Edições Loyola, São Paulo, 1998.ISBN 9788515017348
- História dos dogmas 2 - O homem e sua salvação, em co-autoria, Edições Loyola, 2003. ISBN 9788515020522
- O Deus Vivo e Verdadeiro: o Mistério da Trindade, Edições Loyola, São Paulo, 2005. ISBN 9788515029280
- A Trindade: mistério de comunhão, Edições Loyola, São Paulo, 2009. ISBN 9788515035984